# Квітень 2017
Квітень 2017 — четвертий місяць 2017 року, що розпочався в суботу 1 квітня та закінчився в неділю 30 квітня.

## Події
- 1 квітня
  - З Києва у складі 12-ти вчених вирушила 22-га українська антарктична експедиція на станцію «Академік Вернадський»[1].
  - У Колумбії внаслідок сходу селевих потоків загинуло[en] понад 250 людей, ще понад 200 осіб вважають зниклими безвісти[2].
- 2 квітня
  - Відбулися вибори: до Парламенту Вірменії[en], перший тур виборів президента Сербії[en], другий тур виборів президента Еквадору[en].
- 3 квітня
  - Унаслідок вибуху в метро Санкт-Петербурга загинуло 11 осіб, поранено близько 50[3].
  - МВФ схвалив виділення Україні четвертого кредитного траншу обсягом 1 млрд дол[4].
  - У Сербії відбулися акції протесту проти обрання чинного президента Сербії Александара Вучича[5].
- 4 квітня
  - У ході війни в Сирії внаслідок газової атаки в провінції Ідліб загинуло понад 100 людей, ще 400 вважаються постраждалими. Опозиція звинуватила в атаці режим Башара Асада[6].
  - Одного із засновників World Wide Web, британського вченого Тім Бернерс-Лі було удостоєно премії Тюрінга[7].
- 6 квітня
  - Європарламент проголосував за безвізовий режим для України[8].
- 7 квітня
  - Збройні сили США завдали ракетного удару по сирійській авіаційній базі Шайрат поблизу міста Хомс[9].
  - У столиці Швеції Стокгольмі стався теракт — вантажівка наїхала на натовп людей, убивши щонайменше трьох осіб.
- 8 квітня
  - Українка Анастасія Лисенко у суперважкій категорії понад 90 кілограмів виборола три срібні нагороди на чемпіонаті Європи з важкої атлетики в хорватському Спліті, піднявши над головою 125 кг у ривку, а потім додавши до них 152 кг у поштовху та у підсумковому заліку[10].
  - У Києві розпочався VII Всеукраїнський Фестиваль Писанок та Артперфомансу «585 Художників» на Софійській і Михайлівській площах, а також — на Володимирському проїзді, що буде тривати до 23 квітня[11][12].
  - Італійський суд заборонив використання сервісу таксі Uber[13].
- 9 квітня
  - Чемпіон світу за версією Всесвітньої боксерської організації (WBO) у другій напівлегкій вазі Василь Ломаченко захистив свій пояс у бою з американцем пуерториканського походження Джейсоном Сосой, здобувши перемогу технічним нокаутом в дев'ятому раунді[14].
  - В Єгипті під час святкування Вербної неділі відбувся теракт біля християнських храмів у містах Александрія і Танта. Загалом внаслідок подвійного теракту загинуло близько 45 та поранено більше ніж 136 осіб[15][16].
  - Важкий американський атомний авіаносець «Карл Вінсон» на чолі ударної групи вирушив до берегів Корейського півострова з метою підсилення обороноздатності Південної Кореї та для боротьби із загрозами від КНДР[17].
- 10 квітня
  - Триває, зорганізована Національним корпусом, всеукраїнська акція з блокади відділень Сбербанку в Україні з вимогою припинення їх діяльності[18].
  - Українські школярки здобули перше місце на Європейській математичній олімпіаді серед дівчат[19].
  - Космічний корабель «Союз МС-02» із трьома космонавтами на борту успішно приземлився на Землю після 173 днів польоту на МКС[20].
- 11 квітня
  - У м. Дортмунд (Німеччина) напередодні чвертьфіналу Ліги чемпіонів, на якому повинен був відбутися матч «Боруссії» з клубом «Монако», стався вибух, у результаті якого постраждало 2 особи[21].
- 12 квітня
  - Президент Казахстану Нурсултан Назарбаєв доручив уряду країни скласти графік переходу казахського алфавіту на латиницю[22].
- 13 квітня
  - США застосували найбільшу авіабомбу проти ІДІЛ[23].
  - НАСА оголосило про відкриття гідротермальних джерел на супутнику Сатурна Енцеладі, що може свідчити на наявність там життя[24]
  - У російському Саратові було заарештовано у справі побиття поліцейського на мітингу 26 березня відомого російського опозиціонера та блогера В'ячеслава Мальцева[25].
- 14 квітня
  - КНДР попередила про можливість нанесення превентивних ударів по базах США в Південній Кореї, по резиденції президента Південної Кореї в Сеулі, а також по авіаносцеві США «Карл Вінсон» у відповідь на погрозу Вашигтона завдати удару по Північній Кореї у тому випадку, якщо остання проведе чергове ядерне випробування.[26]
- 15 квітня
  - У Сирії в районі Аль-Рашидин в західній частині міста Алеппо, поблизу колони автобусів, що перевозили евакуйоване цивільне населення з обложених міст Аль-Фуа і Кафр, вибухнула автомобільна бомба. У результаті вибуху загинуло щонайменше 126 осіб[27].
  - Померла Емма Морано, остання людина на Землі, яка народилася до 1900 року[28].
- 16 квітня
  - Великдень; святковий день в Україні[29].
  - У Туреччині більшість на конституційному референдумі підтримали ідею переходу до президентської форми правління[30][31][32][33].
- 19 квітня
  - Міжнародний суд прийняв до розгляду позов України щодо притягнення Росії до відповідальності за вчинення актів тероризму і дискримінації протягом її агресії проти України.
  - У районі Керченської протоки через шторм затонуло вантажне судно «Герои Арсенала»; з 12 членів екіпажу вдалося врятувати одного[34].
  - Повз Землі пролетів потенційно небезпечний астероїд 2014 JO25, що наблизився до нашої планети на рекордно близьку за останні 400 років відстань — 1,77 мільйона кілометрів][35].
  - Негода в Україні через балканський циклон: сильні снігопади призвели до знеструмлення населених пунктів, повалення дерев тощо. Найбільше постраждали Одеська, Миколаївська, Харківська та Дніпропетровська області[36].
- 20 квітня
  - До Міжнародної космічної станції запущено корабель Союз МС-04 з двома космонавтами на борту[37], а Китай запустив перший безпілотний вантажний космічний корабель Тяньчжоу-1 до орбітальної станції Тяньгун-2[38].
  - У Парижі на Єлисейських Полях невідомі відкрили вогонь по поліцейським, у результаті один поліцейський загинув, ще двоє отримали поранення[39].
  - Урочиста церемонія нагородження лауреатів національної премії Золота дзиґа, заснованої новоствореною Українською кіноакадемією[40].
  - Верховний суд Росії визнав діяльність організації «Свідки Єгови» в Росії екстремістською і заборонив їй працювати на території країни. Також суд постановив, що майно організації мають конфіскувати.[41]
- 21 квітня
  - У ході війни в Афганістані бійці руху Талібан атакували табір Афганської національної армії у провінції Балх. Вбито близько 140 осіб і 160 поранено.[42]
- 22 квітня
  - У багатьох країнах світу пройшла акція «Марш за науку» метою якого є підтримка наукової ‎спільноти і спонукання до дій із захисту довкілля[43].
- 23 квітня
  - У Франції на 66,5 тис. дільниць було проведено перший тур голосування на виборах Президента. Всього на території країни зареєстровано 45,67 млн виборців і 1,3 мільйона французів, що живуть за кордоном. У боротьбі за пост президента країни беруть участь 11 кандидатів: лідер руху «Вперед» і колишній міністр фінансів Еммануель Макрон, лідер ультраправої партії євроскептиків «Національний фронт» Марін Ле Пен, кандидат від партії «Республіканці» екс-прем'єр-міністр Франсуа Фійон, лідер «Лівої партії» Жан-Люк Меланшон, кандидат від Соціалістичної партії і колишній міністр освіти Бенуа Амон[44][45].
  - На Чемпіонаті Європи зі спортивної гімнастики українські спортсмени здобули 4 медалі — 2 золоті і 2 бронзові. Призерами стали Олег Верняєв (3 медалі) та Ігор Радивілов (1 бронза)[46].
  - У Луганській області на території ОРДЛО автомобіль патруля місії ОБСЄ підірвався на міні. У результаті загинув громадянин США, поранені двоє спостерігачів із Німеччини та Чехії.[47]
- 24 квітня
  - НБУ визнав неплатоспроможним ПАТ «Діамантбанк»[48].
  - У Парламентській асамблеї Ради Європи вимагають відставки Педро Аграмунта з посади президента ПАРЄ, через його візит до Сирії разом з делегацією російських депутатів. Подія є безпрецедентною за історію організації[49].
- 25 квітня
  - Українська компанія «Укренерго» повністю припинила постачання електроенергії на тимчасово неконтрольовані території Луганської області через велику заборгованість по оплаті. Через кілька годин після цього електроенергія почала надходити з Росії[50][51].
- 26 квітня
  - Посли держав-членів Європейського Союзу у Брюсселі — Комітет постійних представників — підтримали надання українцям безвізового режиму[52][53].
  - При виконанні планового навчального польоту в районі полігону «Телемба» Республіки Бурятія в Російській Федерації зазнав аварії винищувач МіГ-31 Східного військового округу, пілоти катапультувалися[54].
- 27 квітня
  - Вантажне судно під прапором Того «Youzarsif H», що перевозило худобу, потопило російське військове судно «Лиман» у районі Босфору. Усі 78 членів екіпажу евакуйовано.[55]
  - У Македонії протестувальники увірвлися до будівлі парламенту після обрання нового голови парламенту. У результаті ситичок з поліцією постраждало понад 100 осіб.[56]
  - Зонд «Кассіні» надіслав перші фото Сатурна з рекордно короткої відстані 24 572 км[57]
- 28 квітня
  - Скупщина Чорногорії одноголосно 46 голосами ратифікувала закон про вступ країни до НАТО[58][59].
- 29 квітня
  - Володимир Кличко програв у поєдинку з Ентоні Джошуа за титули чемпіона світу за версіями IBF, WBA і IBO з боксу на стадіоні «Вемблі» в Лондоні[60][61][62].
  - Третя національна (не)конференція EdCamp для шкільних педагогів у Харкові, що тривала два дні, зібрала майже 700 вчителів, представників освітніх громадських організацій, волонтерів та чиновників на чолі з міністеркою освіти України Лілією Гриневич та губернаторкою Харківщини Юлією Світличною[63][64].
- 30 квітня
  - Помер український поет, перекладач, дійсний член НАНУ, голова Українського фонду культури, Герой України (2005), Почесний академік Академії мистецтв України.Олійник Борис Ілліч[65].
  - Перший кримінальний суд Анкари заборонив Вікіпедію у Туреччині після того, як адміністрація сайту відмовилася видалити контент, де йдеться про підтримку Туреччиною сирійської громадянської війни, зокрема про зв'язок з терористичними угрупованнями[66].